# Don't Gimme That
"Don't Gimme That" é uma canção escrita por Rory O'Connor para a banda alemã Aloha from Hell, para o álbum de estreia, No More Days to Waste. Foi lançado como single de estreia do álbum e da banda a 6 de Junho de 2009. A canção alcançou a trigésima posição na Alemanha e a décima primeira na Áustria.

## Faixas e formatos
| CD Single      |                                                 |         |  |
| N.º            | Título                                          | Duração |  |
| 1.             | "Don't Gimme That" (Versão de rádio)            | 3:03    |  |
| 2.             | "Don't Gimme That" (Versão de rock alternativo) | 3:23    |  |
| Duração total: | Duração total:                                  | 6:23    |  |

| CD Maxi-single |                                                 |         |  |
| N.º            | Título                                          | Duração |  |
| 1.             | "Don't Gimme That" (Versão de rádio)            | 3:03    |  |
| 2.             | "Don't Gimme That" (Versão de rock alternativo) | 3:20    |  |
| 3.             | "Don't Gimme That" (Private Room Remix)         | 3:08    |  |
| 4.             | "Fear Of Tomorrow" (Lado B)                     | 3:43    |  |
| Duração total: | Duração total:                                  | 12:73   |  |

## Aparições
O single foi incluído na banda sonora da série televisiva portuguesa, Morangos com Açúcar, séries 6 e 7.

## Desempenho nas tabelas musicais

### Posições
| Tabela musical (2008)            | Melhor posição |
| -------------------------------- | -------------- |
| Áustria - Austrian Singles Chart | 11             |
| Alemanha - German Singles Chart  | 30             |